# خاپیل
خاپیل (به لاتین: Khapil) یک منطقهٔ مسکونی در روسیه است که در داغستان واقع شده‌است.